# Heinz Klinkhammer (Manager)
Heinz Klinkhammer (* 1946) ist ein deutscher Jurist und ehemaliger Industriemanager.

## Werdegang
Klinkhammer studierte Rechtswissenschaft, sammelte erste berufliche Erfahrungen am Institut für Deutsches und Europäisches Arbeitsrecht in Berlin und promovierte sich 1977 an der FU Berlin zum Doktor der Rechte.
Bevor er ab 1979 bis 1990 verschiedene leitende Funktionen im Ministerium für Arbeit, Gesundheit und Soziales des Landes Nordrhein-Westfalen (MAGS NRW), zuletzt als Leiter der Zentralabteilung, übernahm, war Klinkhammer für kurze Zeit Richter an den Arbeitsgerichten in Oberhausen und Krefeld. Dann war er bis 1992 Arbeitsdirektor der Hüttenwerke Krupp Mannesmann und wechselte in gleicher Funktion in den Vorstand der Mannesmannröhren-Werke, dem er bis 1996 angehörte und wo er die Bereiche Personal und Soziales verantwortete.
Im Februar 1996 berief ihn der Aufsichtsrat der Deutschen Telekom als Verantwortlichen für das Personalwesen in den Vorstand. Rolf-Dieter Leister, von 1989 bis 1996 Vorsitzender des Aufsichtsrats, bezeichnete Klinkhammers Aufgaben als eine der „faszinierendsten […] im Personalwesen“, die in Deutschland zu vergeben seien. Er solle 50.000 Stellen möglichst sozialverträglich abbauen, „einen Kulturwandel“ herbeiführen und die weitere Umqualifizierung einer Behörde in ein börsennotiertes Unternehmen vorantreiben. Medienberichten zufolge führten Klinkhammers Mitgliedschaften in der IG Metall und der SPD dazu, dass er vom damaligen Vorsitzenden der Deutschen Postgewerkschaft, Kurt van Haaren „durchgedrückt“ wurde.
Auf Klinkhammers Initiative hin wurde das hausinterne Arbeitsamt „Vivento“ (anfangs „Personal-Service-Agentur“ [PSA]) gegründet, um den geplanten Stellenabbau (ursprünglich 54.000 Stellen im In- und Ausland) bei der Telekom zu ermöglichen. Insgesamt strich er in seiner Zeit 120.000 Arbeitsplätze, während auf der Gegenseite 50.000 neue Arbeitsplätze geschaffen wurden. In die Zeit von Klinkhammers Tätigkeit als Personalvorstand fällt auch die sehr hohe Zahl von Beamten, die wegen Dienstunfähigkeit in den Ruhestand versetzt wurden. Nach Angaben des Statistischen Bundesamtes betrug der Anteil der Beamten, die wegen Dienstunfähigkeit in den Ruhestand versetzt wurden in den Jahren 2001–2005 bei den Beamten der Postnachfolgeunternehmen zwischen 90 und 98 % aller Zurruhesetzungen. Da er ohne betriebsbedingte Kündigungen ausgekommen sein soll, habe er bei Gewerkschaften großen Respekt genossen.
In seinen Teilbereich fiel auch die Abteilung „Konzernsicherheit“, die von der Wirtschaftswoche (Wiwo) als „von Geheimdienstmitarbeitern und Verfassungsschützern organisierte[r] Staat im Staate“ bezeichnet wurde. Die Überwachungsaffäre der Deutschen Telekom blieb für Klinkhammer jedenfalls ohne juristische Folgen, auch wenn die Wiwo in einem Beitrag die Behauptung aufstellte, er habe Aufzeichnungen zufolge im Laufe der rechtlich umstrittenen Aktion versucht, die Angelegenheit zu vertuschen.
Im Mai 2006 kündigte er „aus Altersgründen“ sein Ausscheiden aus dem Vorstand der Deutschen Telekom an. Anschließend war Klinkhammer vor allem als Unternehmensberater und gelegentlich als Anwalt tätig.

## Weitere Engagements
Er war – u. a. mit Hans Peter Bull als Vorsitzendem sowie Monika Böhm und Ulrich Preis – Mitglied der Regierungskommission „Zukunft des öffentlichen Dienstes – öffentlicher Dienst der Zukunft“, die von der rot-grünen Landesregierung per Kabinettbeschluss vom 14. November 2000 ins Leben gerufen wurde, sich am 27. April 2001 konstituierte und im Januar 2003 den Bericht veröffentlichte.
Im September 2004 wurde er zum Honorarprofessor an der Hochschule für Telekommunikation Leipzig ernannt.
Er gehörte von 2005 bis 2013 beim Forschungsinstitut zur Zukunft der Arbeit (IZA) den "Policy Fellows" an.
Im September 2010 wurde er neuer Kuratoriumsvorsitzender am Evangelischen Krankenhaus Mülheim (EKM) und saß zudem im EKM-Präsidium und der Stiftung.
Er ist Vorstandsmitglied im Managerkreis der SPD-nahen Friedrich-Ebert-Stiftung.

## Privates
Er ist verheiratet und Vater von zwei Kindern.
Zwischenzeitlich gehörte er als Rittmeister der Prinzengarde der Stadt Krefeld 1914 der Leibgarde des Prinzen Karneval an.
Anfang 2015 war er Teil einer Käufergruppe von 12 Krefelder Bürgern, die im Stadtbezirk Fischeln eine Traditionsgaststätte erwarben, um im Rahmen einer Nachfolgeregelung den zentralen Veranstaltungsort für das Fischelner Vereinsleben zu sichern. Als Mitgesellschafter der Marienhof Fischeln UG ist er einer der Eigentümer des Bunkers am Marienplatz.

## Veröffentlichungen (Auswahl)
- Mitbestimmung im Gemeinschaftsunternehmen : Probleme konzerndimensionaler Mitbestimmung. Duncker & Humblot, Berlin 1977, ISBN 3-428-03987-4.
- als Herausgeber: Berufsbildung im Wandel – die Bedeutung des Berufskonzepts. (= Beiträge zur Gesellschafts- und Bildungspolitik des Instituts der Deutschen Wirtschaft. Band 238). Deutscher Institutsverlag, Köln 1999, ISBN 3-602-24987-5.
- als Herausgeber: Personalstrategie : Personalmanagement als Business-Partner. Luchterhand, Neuwied 2002, ISBN 3-472-05206-6.
- mit Dieter Heuskel: Die Rolle der Unternehmen im demographischen Wandel. In: Walter-Raymond-Stiftung der BDA (Hrsg.): Demographie und gesellschaftlicher Wandel. (= Walter-Raymond-Stiftung. Band 44). 2004, ISBN 3-9808995-8-6, S. 49–84.
- Vorwort. In: Deutsche Telekom: Wechselschritt. Von Chancengleichheit zu Gender Mainstreaming. o. J. (hier als (PDF)).